# Domingo Ungría
Domingo Ungría Navarro (n. 1902) fue un militar y guerrillero español.

## Biografía
Nacido en 1902, se afiliaría al Partido Comunista de España en 1924.
Tras el estallido de la Guerra civil se mantuvo leal a la República y habría participado en la formación de milicias en Valencia. Posteriormente se integró en el Ejército Popular de la República con el rango de mayor de milicias. Avanzada la contienda en torno a Ungría se formarían una serie de unidades embrionarias de guerrilleros. En octubre de 1937 fue nombrado comandante del recién creado XIV Cuerpo de Ejército Guerrillero, cuyas unidades emprenderían numerosas acciones tras las líneas enemigas.
Con la derrota republicana hubo de marchar al exilio, trasladándose a la Unión Soviética junto a otros comunistas españoles. A diferencia de otros comunistas españoles, a Ungría se le denegó su admisión en la Academia Militar Frunze. Fijaría su residencia en Járkov, donde encontró trabajo en una fábrica. Durante la Segunda Guerra Mundial mandó una unidad de guerrilleros formada por españoles, la llamada «Brigada Ungría», que llegó tomar parte en la defensa de Moscú y en diversas acciones de sabotaje en el territorio controlado por los nazis. Convertido en la mano derecha del coronel Iliá Stárinov, Ungría también formó parte del Estado Mayor de la escuela militar donde se formaba a guerrilleros españoles. Por sus acciones fue condecorado con la Orden de la Bandera Roja, alcanzando así mismo el rango de teniente coronel.
Domingo Ungría desaparecería en Francia tras la Segunda Guerra Mundial, en extrañas circunstancias.